# Beleg van Meurs (1597)
Het Beleg van Meurs is een belegering van de stad Meurs (Duits: Moers) tijdens de Tachtigjarige Oorlog. Na een korte belegering valt Meurs op 3 september 1597 in Staatse handen. Het beleg was onderdeel van Maurits' veldtocht van 1597, Maurits' succesvolle offensief tegen de Spanjaarden.

## Aanloop
Halverwege in het jaar 1597 was er opeens geld beschikbaar voor een nieuwe veldtocht voor Maurits van Nassau, de latere prins van Oranje en de legeraanvoerder van de Staatse troepen. Hij plande direct een veldtocht door het oosten van Nederland, waar Grol en Oldenzaal de sterkste steden waren. Hij trok eerst naar Rijnberk, dat hij na een beleg van 10 dagen op 20 augustus veroverde. Hierna trekt Maurits naar het zuiden, waar Meurs gelegen was, en kwam bij deze stad op 29 augustus aan. Meurs bestond uit een vesting met een kasteel. Herman van den Bergh, stadhouder van Spaans Opper-Gelre, had de stad voor aankomst van Maurits nog met extra troepen versterkt en deze troepen stonden onder leiding van Andreas de Miranda.

## Belegering en nasleep
Bij aankomst van de stad had Maurits de stad aan twee kanten afgesloten van de buitenwereld. Vanaf zijn kampen liet hij approches (loopgraven) naar de stadsgracht graven, die hij vulde, zodat hij een bestorming kon plannen. Meurs bood weinig weerstand tegen Maurits' troepen en nog voordat de bestorming plaatsvond, gaf de stad zich op 3 september over. In 1600 erfde Maurits het graafschap Meurs van gravin Walburga, weduwe van Adolf van Nieuwenaar (1545 - 1589).
De veldtocht waar Maurits in 1597 aan was begonnen, wordt achteraf zijn succesvolste veldtocht. Hij veroverde nog diverse steden in het oosten van Nederland, waaronder het sterke Grol, waar hij in 1595 een beleg had moeten afbreken.